# Stygnus luteus
Stygnus luteus – gatunek kosarza z podrzędu Laniatores i rodziny Stygnidae.

## Występowanie
Gatunek wykazany z Brazylii.